# Maynard Ier

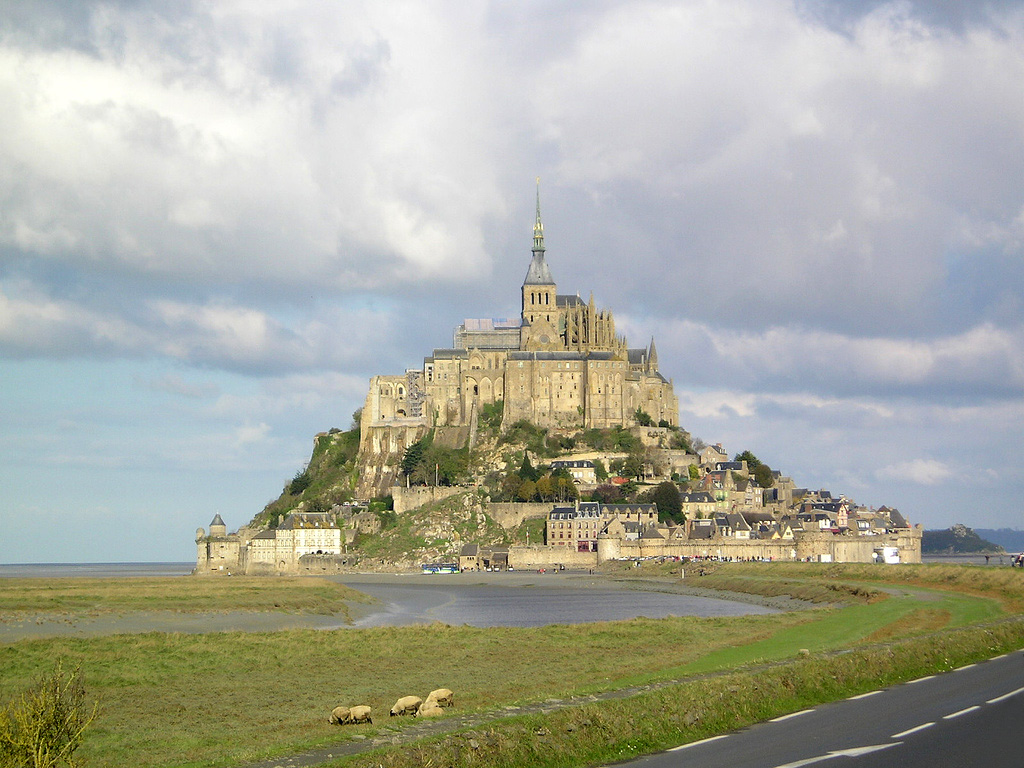
Le mont Saint-Michel.

Maynard Ier ou Mainard (Mainardus), né au Xe siècle et mort le 16 avril 991 est un moine bénédictin, premier abbé du Mont Saint-Michel (vers 965-991).

## Biographie

### Origine
Si Maynard de Saint-Wandrille et Maynard du Mont-Saint-Michel sont une même personne, la question des origines se pose. Selon Jean Laporte, Maynard de Saint-Wandrille serait le fils cadet de Wichmann Ier, comte saxon de la famille des Billung et de Geva, fille du comte Meginhard. Il aurait ainsi pour frère Wichmann II, comte en Hamalant et gendre Arnoul le Grand, comte de Flandre. Alors que Guillaume de Saint-Pair dit de Maynard du Mont-Saint-Michel qu'il est normand. Toutefois, ni les Annales de Saint-Wandrille, ni Robert de Torigni ne confondent ces deux personnes.

### Abbé de Saint-Wandrille
Moine de Saint-Pierre au Mont-Blandin de Gand, Maynard est l'un des disciples de Gérard de Brogne.
Devenu abbé de Saint-Wandrille de Fontenelle en 959/960, il obtient l'autorisation du duc Richard de réformer l'abbaye. Il rétablit une église, un dortoir et un réfectoire. Il apporte de Gand des livres, des chartes et des ornements. Il commence la restitution du temporel.
Il acquiert en 964 les reliques de Maxime et Vénérand. La tradition le dit partir pour le Mont-Saint-Michel suivant l'Inventio, indiquant l'obligation du duc de partir pour le Mont.

### Abbé du Mont
(septembre 2022).

#### Avant Maynard
Au milieu du Xe siècle, les ducs de Normandie avaient enrichi la collégiale Saint-Michel de nombreuses possessions, qui avaient fini par devenir un écueil pour la vertu des chanoines, qui dépensaient leurs richesses dans les plaisirs.
Les prébendes attachées à la collégiale la fit rechercher par la noblesse du pays et, dès lors, leur vie se partagea entre les plaisirs de la table, du monde et de la chasse. Le 3e duc de Normandie Richard Ier avait eu, pour s’y être rendu à plusieurs reprises en pèlerinage, l’occasion de constater la gravité des désordres, que lui avait déjà signalés la clameur publique, et qui devinrent un sujet de scandale pour la contrée.
Faisant comparaître les chanoines devant lui, le duc leur reprocha l’oubli de leur caractère et s’efforça de les ramener à la régularité de la vie religieuse, mais remontrances, prières, menaces, tout fut inutile. Les chanoines allèrent même jusqu’à vendre plusieurs vases sacrés, et de précieux parements d’autels pour subvenir aux dépenses exagérées causées par leurs dérèglements.

#### Résolution
Richard Ier résolut donc, sur les conseils de l’archevêque de Rouen et de l’évêque de Bayeux, de les remplacer par un monastère de bénédictins, dont la règle sévère, la vie dévote et studieuse répondaient parfaitement à la sainteté de ses intentions. Il requit et obtint aussitôt l’approbation du souverain pontife Jean XIII et du roi Lothaire.
Richard se rendit à Avranches, suivi d’un nombreux cortège de prélats et de seigneurs : trente religieux, sortis des abbayes normandes environnantes des monastères de Saint-Wandrille, de Saint-Taurin-d’Évreux et de Jumièges, s’y étaient réunis par ses ordres.
Le duc fit notifier ses desseins aux chanoines du Mont Saint-Michel par un des officiers de sa cour avec plusieurs soldats. Ce seigneur se fit remettre les clés de la trésorerie et de l’église et fit savoir aux chanoines qu’ils devaient prendre l’habit de saint Benoit ou quitter le Mont. Tous, sauf deux, quittèrent les lieux. Un nommé Durand, animé d’une dévotion fervente envers l’Archange, préféra se soumettre au vœu du prince que de quitter le lieu où l’avait conduit une foi sincère ; l’autre, nommé Berneher ou Bernier, sollicita la permission de rester dans sa cellule, que pour se procurer le moyen d’enlever le corps de saint Aubert, qu’il y avait provisoirement caché. En vain allégua-t-il sa vieillesse et ses infirmités pour obtenir du commissaire la permission de passer dans cet étroit logis le peu de jours que Dieu lui laisserait à vivre ; ses instances d’abord, puis ses emportements et ses menaces, ne purent lui obtenir cette faveur, et il fut contraint par l’officier du duc de se retirer dans une maison bâtie sur le penchant de la montagne.

#### La régénération
Ainsi finit, après deux cent cinquante-sept années d’existence, quatre-vingt-quatorze ans après la conquête normande, ce chapitre devenu, par les écarts d’une vie dissolue, une injure pour son fondateur, et pour la contrée un sujet de scandale. À la nouvelle de l’accomplissement des ordres qu’il avait donnés à son envoyé, le duc Richard quitta la ville d’Avranches avec toute sa cour, et se dirigea vers le Mont Tombe, suivis des nouveaux moines chantant des hymnes et des cantiques en l’honneur de saint Michel. Un brillant cortège d’évêques, d’abbés et de seigneurs se pressait autour du jeune duc. Un diplôme du roi Lothaire du 7 février 966 approuve l'introduction des moines.
Le duc établit lui-même, sur ce rocher vénérable, la colonie religieuse à la piété de laquelle il remit le soin d’en honorer le patron. Ces religieux résolurent aussitôt de procéder, selon la règle de saint Benoit, à l’élection de leur abbé ; et, par un accord spontané, portèrent leurs suffrages sur le vertueux Maynard qui avait quitté la stalle abbatiale du Saint-Wandrille.
Le duc Richard, voulant signaler sa magnificence envers cette institution nouvelle, ne se contenta point de confirmer à ce monastère les bienfaits dont le zèle et la ferveur avaient enrichi l’église collégiale ancienne ; il remplaça les vases et les ornements précieux destinés au service de l’autel, et que les anciens titulaires avaient enlevés ou vendus pour satisfaire leurs penchants désordonnés ; il déclara l’abbé électif par ses religieux, se réservant seulement le droit de lui présenter le bâton pastoral. Il investit ce dignitaire de la pleine juridiction temporelle sur les habitants du rocher et, pour donner une consécration solennelle à cette charte, qu’il fit ratifier plus tard par le roi Lothaire, alors en résidence à Laon, et par une bulle du pape Jean XIII, qu’il déposa lui-même, après l’avoir signée, sur l’autel de l’archange saint Michel.
Le Mont dut encore d’autres preuves d’affection et de piété au duc Richard : de nouveaux bâtiments suppléèrent par ses soins à l’insuffisance des cellules pour le logement des religieux, et de hautes et fortes murailles enveloppèrent le sommet du rocher où se trouvèrent réunis et protégés les anciennes constructions et les nouveaux édifices sacrés.

#### MaynardIer
L’abbé Maynard conserva dans sa prélature la même humilité qui lui avait fait résilier celle du monastère de Saint-Wandrille. Au lieu de confier à l’un de ses religieux la charge de sonner l’office divin, ainsi que le lui permettait la règle de saint Benoît, il se chargea lui-même de cette stricte obligation, et, à cet effet, il choisit pour demeure la cellule antérieurement habitée par l’artificieux Bernier, la plus voisine de l’oratoire. Le chanoine Durand, ayant sollicité l’habit religieux, fut accueilli avec bonté par Maynard, qui lui confia l’office de chapelain. Foucault, neveu de Bernier, obtint une réception aussi bienveillante ; mais il essaya vainement d’en étendre la faveur à son oncle.
Les vingt-cinq années durant lesquelles Maynard Ier fut à la tête du mont Saint-Michel furent une période de régularité, de concorde et de paix. Il sut conquérir le respect et l’affection de tous ceux, religieux ou séculiers, sur lesquels s’étendait sa puissance. Ce modeste éclat des vertus claustrales ne fut cependant pas la seule illustration dont brilla sa prélature. Sous son gouvernement, les religieux, livrés à l’étude des sciences divines et humaines, se rendirent célèbres par la culture des lettres. À ces temps sont dus les premiers documents authentiques sur ce lieu transmis[pas clair] les archives du Mont-Saint-Michel, car les précédents chanoines, méfiants, avaient transporté chez les complices de leurs excès tout ce que le Mont-Saint-Michel possédait de reliques, de titres et d’objets précieux, et tous les documents que cet établissement possédait jusqu’alors sur son histoire disparurent dans ce détournement.
Outre la charte royale et la bulle confirmative des donations et privilèges octroyés ou reconnus par Richard II, une histoire manuscrite que tous les caractères paléographiques font remonter à cette époque, fut rédigée pour suppléer à la perte des Chroniques et des autres documents enlevés par les précédents clercs. Parmi les manuscrits de ces temps, dont la ville d’Avranches a recueilli l’héritage dans la bibliothèque du Mont Saint-Michel, on doit citer plusieurs œuvres de littérature ancienne, au premier rang desquelles s’offrent un De oratore, de Cicéron, remarquable par ses nombreuses variantes des éditions connues ; les Cath. d’Aristole, traduction d’Augustus, renfermées, ainsi que trois Traités de Boëce et plusieurs autres manuscrits de la même époque, sous le numéro 1975 ; Lib. historiarurn Julii Flori ad Judith imperatricem, uxorem Karoli Kalvi, etc.
On mentionnera également plusieurs ouvrages de critique et d’éloquence religieuses : le Prologue d’Alcuin sur la Genèse, incipit Prologus Alcuini super Genesim, commentaire tout différent des questions sur le même sujet contenues dans l’édition générale de ses œuvres ; une autre glose du même sur le Cantique des Cantiques, Expositio Alcuini in Canticis Canticorum ; le sermon de saint Augustin sur le texte : Simile est regnum cœlorum decem virginibus, et des Homélies de ce Père de l’Eglise sur des passages de saint Paul, Homélies qui ne se trouvent pas dans l’édition bénédictine des œuvres authentiques et apocryphes de l’évêque d’Hippone ; un Commentaire de saint Grégoire-le-Grand sur Ezéchiel ; la Vie de saint Achard, publiée depuis dans les Annales Bénédictines, Capitula in vitâ sancti Hugonis, Rothomagensis episcopi, etc. 
Maynard assiste en 989 à la translation des reliques de Saint Ouen, en compagnie de l'archevêque Hugues et des abbés Hildebert de Saint-Ouen et Fromont de Saint-Taurin.

### Mort de Maynard
Arrivé aux dernières limites de la vieillesse, Maynard expira le 16 avril 991 entre les bras de ses frères, après vingt-cinq ans d’administration. On vit, dès l’année même de sa mort, des princes solliciter une place sépulcrale dans son cloître, et des couvents lui demander des abbés. Conan Ier, duc de Bretagne, lui donna, ainsi qu’à son monastère, par une charte du 28 juillet 990, la paroisse et seigneurie de Villamer avec ses dépendances et appendices, entre autres avec droit de haute, basse et moyenne justices.
Son souverain Richard lui portait une telle affection qu’à la nouvelle de sa mort, il s’empressa de se rendre au Mont Saint-Michel pour honorer ses obsèques de sa présence. L’abbé Maynard Ier fut enterré dans un petit jardin, près du chœur de l’église de l’abbaye. Son neveu Maynard II lui succéda à la tête de l'abbaye.

## Sources
- Fulgence Girard, Histoire géologique, archéologique et pittoresque de Mont Saint-Michel au péril de la mer, E. Tostain, 1843 (OCLC 1194216491, lire en ligne), p. 59-73
- Véronique Gazeau (préf. David Bates et Michel Parisse), Normannia monastica (Xe – XIIe siècle) : II-Prosopographie des abbés bénédictins, Caen, Publications du CRAHM, 2007, 403 p. (ISBN 978-2-902685-44-8, lire en ligne)